# Kameo: Elements of Power
Kameo: Elements of Power est un jeu vidéo d'action-aventure développé par Rare et édité par Microsoft pour le lancement de la console Xbox 360, fin 2005.

## Synopsis
Tout commence lorsque Kameo se voit offrir des pouvoirs magiques de transformation et que sa sœur, folle de rage, libère Thorn, le roi des trolls en relançant la vieille guerre qui oppose les elfes et les trolls depuis toujours. Heureusement pour Kameo, frêle petite elfe, elle dispose de la capacité à se transformer à volonté sous diverses apparences prédéfinies

## Système de jeu
Le joueur incarne un personnage qui reçoit les pouvoirs de dix guerriers représentant les cinq éléments de puissance (le feu [Cendre, Thermite], l'eau [Grand Bleu, Flex], la nature [Frappedur, Piège !], la glace [Chila, Moins 40] et la terre [Major Ruine, Gravas]). Il est possible de faire évoluer huit aptitudes. Ce jeu d'aventure fait la part belle aux graphismes et à l'intelligence artificielle.
Il y a par exemple Major Ruine, le tatou qui peut se recroqueviller comme une boule et foncer partout. Frappedur, une plante mutante et boxeuse à ses heures perdues. Ou encore Chila, le yéti de glace qui s'amuse à lancer des stalactites sur ses ennemis comme de véritables flèches glacées.
Le gameplay est principalement axé autour de ces transformations et le fait qu’il faudra profiter des capacités de chacune d'entre elles pour se sortir des situations délicates.
Ce jeu fait faisait partie du line-up de la Xbox 360 lors de sa sortie le 2 décembre 2005 en Europe.
Initialement le jeu était prévu sur Game Cube, mais à la suite du rachat de Rare par Microsoft, le jeu fut d'abord prévu sur Xbox avant d'être finalement commercialisé sur Xbox 360.

## Accueil
- GameSpot : 8,7 sur 10
- Jeuxvideo.com : 17 sur 20
- IGN : 8,4 sur 10
- GameSpy : 4 sur 5
- 1UP.com : 7 sur 10
- Electronic Gaming Monthly : 6,33 sur 10
- Eurogamer : 5 sur 10